# 美國摔角協會
美國摔角協會（英語：American Wrestling Association，簡稱：AWA），美國的職業摔角聯盟，總部設於明尼阿波利斯，由凡爾納·加涅及沃利·卡博於1961年共同創立，至1990年停運，並於1991年申請破產，其資產及後被世界摔角娛樂（WWE）收購。

## 外部連結
- Wrestling-Titles.com （页面存档备份，存于）
- 互联网电影数据库（IMDb）上《AWA All-Star Wrestling》的资料（英文）